# 핸들리꿀박쥐
핸들리꿀박쥐(Lonchophylla handleyi)는 주걱박쥐과(신세계잎코박쥐류)에 속하는 박쥐의 일종이다. 콜롬비아와 에콰도르 그리고 페루에서 발견된다. 서식지 감소로 멸종 위협을 받고 있다.

## 특징
작은 박쥐로 몸길이는 66~83mm이고, 전완장은 44~48mm, 꼬리 길이는 5~6mm이다. 발 길이는 10~14mm, 귀 길이는 17~18mm, 몸무게는 최대 21g이다. 털이 짧다. 등쪽 털은 밝은 오렌지색부터 밝은 시나몬 갈색까지 다양하지만 배쪽은 좀더 밝은 색을 띤다.

## 생태
동굴 속에서 작은 무리를 지어 생활한다. 먹이는 꽃꿀과 곤충이고 열매와 꽃가루도 먹는 것으로 추정된다.

## 분포 및 서식지
에콰도르 동부와 페루 북동부 지역에 널리 분포한다. 열대 습윤 일차림과 이차림 지역, 바나나 농장에서 서식한다.